# 2015年11月

## 11月1日
- 中断三年的中日韩领导人会议在韩国首尔举行，出席会议的领袖包括韩国总统朴槿惠、中国国务院总理李克强、日本内阁总理大臣安倍晋三。[1]
- 2015年11月土耳其國會選舉進行投票。[2]
- 巴基斯坦俾路支省马斯吞县發生爆炸案。一輛列車行經被埋設土製炸藥的鐵軌，炸藥在其通過時引爆，已知3死7傷，無組織出面承認犯案[3]。
- 阿塞拜疆今日進行議會選舉（英语：Azerbaijani parliamentary election, 2015）投票[4]。

## 11月2日
- 2015年11月土耳其國會選舉結果出爐，執政的正義與發展黨繼續執政，並取得完全執政權[5]。
- 中国商飞研制的窄体干线客机C919注册编号为B-001A的首架机在中国上海下线。[6]
- 路透通訊社踢爆中國國際廣播電臺在全球14個國家中，擔任至少33家電臺的最大股東[7]。

## 11月3日
- 美國眾議院以392票贊成，0票反對，無異議通過外交委員會亞洲與太平洋小組主席邵建隆領銜提案有關中華民國重返國際刑警組織的提案[8]。

## 11月4日
- 中華民國行政院大陸委員會與中華人民共和國國務院臺灣事務辦公室雙方證實中華民國總統馬英九將在11月7日與中共中央總書記、中華人民共和國主席習近平舉行「2015年兩岸領導人會面」，地點選在新加坡[9]。

- 广东省广州市第三看守所，发生被羁押人员非正常死亡事件。中国大陆各地看守所有多起被羁押人员非正常死亡事件，参见：躲貓貓 (網路用語)。

## 11月7日
- 中華民國總統馬英九與中共中央總書記、中華人民共和國主席習近平在新加坡的香格里拉大酒店舉行「2015年兩岸領導人會面」[10]。

## 11月12日
- 為更具效率地利用能源，並且讓電網的區域傳輸更具穩定性，於2015年11月12日，由矽谷領導人集團（Silicon Valley Leadership Group）主導，太平洋瓦電（PG&E）、太陽城（SolarCity）及太陽能源（SunPower）併行協辦的「未來電網高峰會議」（Grid of the Future）在美國聖他克拉拉市日立資訊系統公司（Hitachi Data Systems Corportation）舉行[11][12]。

## 11月13日
- 法国巴黎当地时间11月13日晚上，在巴黎市多个地区发生恐怖袭击。至少有100余人在袭击中丧命。

## 11月15日
- 2015年二十国集团安塔利亚峰会开幕[13]。

## 11月18日
- 波斯尼亚首都萨拉热窝发生一起枪击案，造成包括嫌犯在内的3人死亡，4人受伤[14]。

## 11月19日
- 伊斯蘭國組織宣佈已處決一名中國人質及一名挪威人質。中華人民共和國外交部證實中華人民共和國公民樊京輝被殺消息，中華人民共和國政府強烈譴責極端組織殘忍殺害人質，並向遇害者家屬表示深切慰問[15]。
- 美國眾議院以289票對137票通過由共和黨提出的議案，要求暫停接收敘利亞難民。[16]

## 11月20日
- 澳門科學館約於當地時間下午三時發生大火。
- 马里首都巴马科市中心的丽笙酒店发生人质劫持事件。[17]
- 因為向以色列提供美国情报而被美国判處间谍罪成立的喬納森·波拉德，在被监禁30年後获得假释。[18]
- 黑手黨6名成員不滿義大利內政部現任部長Angelino Alfano因強化該國《監獄管理法》第41條之規定，因而計畫暗殺，最終失敗遭捕。[19]

## 11月21日
- 广州恒大淘宝足球俱乐部在广州天河体育中心举办的2015年亚冠联赛次回合比赛中以1-0击败迪拜国民足球俱乐部，成功获得亚冠冠军[20]。
- 第52届金马奖在台北市国父纪念馆举行，侯孝贤作品《刺客聂隐娘》夺得最佳影片奖，冯小刚和林嘉欣分别凭借《老炮儿》和《百日告别》斩获影帝、影后[21]。
- 俄羅斯海軍共派出10艘軍艦參與有關空襲伊斯蘭國的行動，俄羅斯國防部長謝爾蓋·紹伊古聲稱在阿拉伯敘利亞共和國代爾祖爾省共擊斃約600名伊斯蘭國聖戰士，並摧毀包括15處儲油及煉油設施以及525輛油罐車這些伊斯蘭國的經濟命脈，同時也擊毀包括23處聖戰者訓練營、19間生產炸藥的工廠、47間彈藥庫……等伊斯蘭國重要地點。[22]

## 11月22日
- 孟加拉國兩名反對黨領導人因為在1971年孟加拉國獨立戰爭中犯下戰爭罪行被法院判處死刑後，於2015年11月22日被執行絞刑。[23]
- 《洛杉磯時報》揭露，印紀傳媒旗下「DMG娛樂」現任執行長Dan Mintz以個人名義，向凱雷集團提出6億美元的價格，正式收購東森電視[24]。
- 比利時聯邦警察特種單位逮補6名巴基斯坦裔持有英國國籍的男子，他們駕駛的3輛舊型救護車疑似曾運送2015年11月巴黎襲擊事件頭號通緝犯－Salah Abdeslam[25]。
- 毛里西奧·馬克里在阿根廷總統選舉第二輪投票勝出。[26]

## 11月23日
- 日本靖国神社内的一间公共廁所发生爆炸，爆炸导致公厕内墙和天花板被烧，未造成人员受伤。[27]

## 11月24日
- 俄罗斯一架苏-24战机在叙利亚边境上坠毁，土耳其承认其军方的F-16击落俄罗斯战机。[28]
- NASA噴射推進實驗室的科學家蓋瑞·普里茲奧以ΛCDM模型模擬銀河系內暗物質流過地球等行星，發現暗物質流的密度明顯上升並呈現毛髮狀的輻射分佈結構[29][30]。

## 11月26日
- 意大利警方在北部港口城市的里雅斯特查獲近800件無申報也無許可證的包括步槍在內的輕武器，該批武器來自土耳其，目的地是德國等地。[31]
- 土耳其《共和報》兩名記者因為在早前報道土耳其情報部門秘密協助運送武器給予敘利亞伊斯蘭主義反政府組織，被土耳其當局以間諜罪起訴。[32]

## 11月29日
- 2015年布吉納法索大選進行投票。[33]